# المحرقة (المقاطرة)

تعديل مصدري - تعديل

المحرقة هي إحدى قرى عزلة زعازع بمديرية المقاطرة التابعة لمحافظة لحج، بلغ تعداد سكانها 945 نسمة حسب تعداد اليمن لعام 2004.